# Palazzo Ravaschieri di Satriano

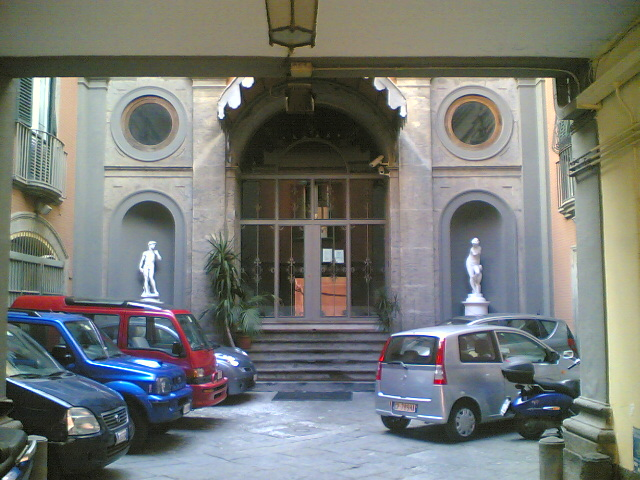
L'entrata laterale

Il Palazzo Ravaschieri di Satriano si trova a Napoli, lungo la Riviera di Chiaia, nell'omonimo quartiere.

## Storia
Il palazzo fu uno dei primi ad essere edificato nella zona: infatti è datato 1605 come testimonia la chiave di volta del portale. L'edificio fu commissionato dal principe Spinelli di Cariati ed in seguito affittato dal viceré Fadrique Álvarez de Toledo y Ponce de León, marchese di Villafranca ed ambasciatore presso lo Stato Pontificio, nel 1672 fu sostituito dal viceré il marchese di Astorga e successivamente dal marchese di Los Velez che lo abitò fino al 1682.
Fu ampliato e restaurato dall'architetto napoletano Ferdinando Sanfelice nel XVIII secolo, il quale aveva preso in moglie una componente della nuova famiglia proprietaria, i Ravaschieri. Goethe vi fu accolto nella sua permanenza napoletana. Il palazzo, nel tempo, ha subito sopraelevazioni e manomissioni.

## Descrizione
Il palazzo, di notevoli dimensioni , prospetta sulla Riviera di Chiaia, via Calabritto e vico Satriano. La facciata è caratterizzata dalla presenza dei busti incastonati tra i timpani spezzati triangolari e circolari. L'ingresso è caratterizzato da un piccolo portale in piperno, con lo stemma marmoreo dei Ravaschieri sulla chiave di volta.
La facciata presenta una balconata nell'angolo destro del fabbricato che gira in via Calabritto.
L'ingresso secondario su vico Satriano conduce a un bel cortile ornato da statue marmoree.
Negli interni vi sono ancora volte affrescate del '700, attribuite a Crescenzo Gamba, e dell'800.

## Curiosità
1) Vi nacque nel 1861 l'illustre scrittore Federico De Roberto.
2) Al piano terra ospita la bottega sartoriale di E. Marinella.